# Plastocorypha vandicana
Plastocorypha vandicana är en insektsart som beskrevs av Karsch 1896. Plastocorypha vandicana ingår i släktet Plastocorypha och familjen vårtbitare. Inga underarter finns listade i Catalogue of Life.